# Cupa UEFA 1982-1983
Cupa UEFA 1982-1983 a fost căștigată de RSC Anderlecht în fața clubului Benfica.

## Prima rundă
| Echipa #1              | Total  | Echipa #2                | Tur           | Retur              |
| ---------------------- | ------ | ------------------------ | ------------- | ------------------ |
| Kaiserslautern         | 6–0    | Trabzonspor              | 3–0 (Detalii) | 3–0 (Detalii)      |
| Roma                   | 4–3    | Ipswich Town             | 3–0 (Detalii) | 1–3 (Detalii)      |
| AEK Atena FC           | 0–6    | Köln                     | 0–1 (Detalii) | 0–5 (Detalii)      |
| AS Saint-Étienne       | 4–1    | Tatabányai Bányász SC    | 4–1 (Detalii) | 0–0 (Detalii)      |
| Borussia Dortmund      | 0–2    | Rangers FC               | 0–0 (Detalii) | 0–2 (Detalii)      |
| Dundee United FC       | 3–1    | PSV Eindhoven            | 1–1 (Detalii) | 2–0 (Detalii)      |
| FC Utrecht             | 0–3    | FC Porto                 | 0–1 (Detalii) | 0–2 (Detalii)      |
| Bohemians CKD Praha    | 7–1    | FC Admira/Wacker         | 5–0 (Detalii) | 2–1 (Detalii)      |
| FC Carl Zeiss Jena     | 3–6    | FC Girondins de Bordeaux | 3–1 (Detalii) | 0–5 (Detalii)      |
| Dinamo Tbilisi         | 2–2(a) | Napoli                   | 2–1 (Detalii) | 0–1 (Detalii)      |
| FC Progres Niedercorn  | 0–4    | Servette FC              | 0–1 (Detalii) | 0–3 (Detalii)      |
| FC Spartak Moscova     | 8–4    | Arsenal FC               | 3–2 (Detalii) | 5–2 (Detalii)      |
| Universitatea Craiova  | 3–2    | Fiorentina               | 3–1 (Detalii) | 0–1 (Detalii)      |
| FC Vorwärts Frankfurt  | 3–3(a) | Werder Bremen            | 1–3 (Detalii) | 2–0 (Detalii)      |
| Ferencvarosi TC        | 3–2    | Athletic Bilbao          | 2–1 (Detalii) | 1–1 (Detalii)      |
| Glentoran FC           | 1–4    | TJ Baník Ostrava         | 1–3 (Detalii) | 0–1 (Detalii)      |
| Grazer AK              | 1–4    | Corvinul Hunedoara       | 1–1 (Detalii) | 0–3 (Detalii)      |
| HFC Haarlem            | 5–4    | K.A.A. Gent              | 2–1 (Detalii) | 3–3 (Detalii)      |
| Fram                   | 0–7    | Shamrock Rovers FC       | 0–3 (Detalii) | 0–4 (Detalii)      |
| Lyngby Boldklub        | 3–4    | IK Brage                 | 1–2 (Detalii) | 2–2 (Detalii)      |
| Manchester United      | 1–2    | Valencia                 | 0–0 (Detalii) | 1–2 (Detalii)      |
| PAOK FC                | (a)2–2 | FC Sochaux-Montbeliard   | 1–0 (Detalii) | 1–2(aet) (Detalii) |
| Pezoporikos Larnaca FC | 2–3    | FC Zürich                | 2–2 (Detalii) | 0–1 (Detalii)      |
| PFC Slavia Sofia       | 4–6    | FK Sarajevo              | 2–2 (Detalii) | 2–4 (Detalii)      |
| R.S.C. Anderlecht      | 6–1    | KPT Kuopio               | 3–0 (Detalii) | 3–1 (Detalii)      |
| Sevilla FC             | 6–1    | PFK Levski Sofia         | 3–1 (Detalii) | 3–0 (Detalii)      |
| Benfica                | 4–2    | Real Betis               | 2–1 (Detalii) | 2–1 (Detalii)      |
| Śląsk Wrocław          | 3–2    | FC Dinamo Moscova        | 2–2 (Detalii) | 1–0 (Detalii)      |
| Southampton FC         | 2–2(a) | IFK Norrköping           | 2–2 (Detalii) | 0–0 (Detalii)      |
| Stal Mielec            | 1–1(a) | KSC Lokeren              | 1–1 (Detalii) | 0–0 (Detalii)      |
| Viking F.K.            | (a)3–3 | Lokomotive Leipzig       | 1–0 (Detalii) | 2–3 (Detalii)      |
| Żurrieq FC             | 1–8    | Hajduk Split             | 1–4 (Detalii) | 0–4 (Detalii)      |

### Prima manșă
| Spartak Moscova                               | 3–2 | Arsenal FC             |
| --------------------------------------------- | --- | ---------------------- |
| Shvetsov 37' Gavrilov 69' (pen.) Gavrilov 88' |     | Robson 15' Chapman 28' |

| Roma                           | 3–0 | Ipswich Town |
| ------------------------------ | --- | ------------ |
| Osman 3' (o.g.) Pruzzo 36' 69' |     |              |

| Dinamo Tbilisi                 | 2–1 | Napoli   |
| ------------------------------ | --- | -------- |
| Khizanishvili 5' Shengelia 32' |     | Díaz 20' |

| Universitatea Craiova              | 3–1 | Fiorentina  |
| ---------------------------------- | --- | ----------- |
| Ungureanu 55' Cârțu 72' Balaci 87' |     | Bertoni 37' |

| Manchester United | 0–0 | Valencia |
| ----------------- | --- | -------- |
|                   |     |          |

### A doua manșă
| Arsenal FC                | 2–5 | Spartak Moscova                                             |
| ------------------------- | --- | ----------------------------------------------------------- |
| McDermott 74' Chapman 90' |     | Shvetsov 27' Rodionov 56' Cherenkov 66' Shavlo 71' Gess 77' |

Spartak s-a calificat cu scorul general de 8–4.
| Ipswich Town                                | 3–1 | Roma        |
| ------------------------------------------- | --- | ----------- |
| Gates 42' Vierchowod 54' (o.g.) Butcher 71' |     | Maldera 64' |

Roma s-a calificat cu scorul general de 4–3.
| Napoli        | 1–0 | Dinamo Tbilisi |
| ------------- | --- | -------------- |
| Dal Fiume 58' |     |                |

Napoli 2–2 Dinamo Tbilisi . Napoli s-a calificat cu scorul general de datorită golului marcat în deplasare.
| Fiorentina           | 1–0 | Universitatea Craiova |
| -------------------- | --- | --------------------- |
| Antognoni 11' (pen.) |     |                       |

Universitatea Craiova s-a calificat cu scorul general de 3–2.
| Valencia                       | 2–1 | Manchester United |
| ------------------------------ | --- | ----------------- |
| Solsona 71' (pen.) Roberto 74' |     | Robson 45'        |

Valencia s-a calificat cu scorul general de 2–1.

## A doua rundă
| Echipa #1          | Total  | Echipa #2                | Tur           | Retur         |
| ------------------ | ------ | ------------------------ | ------------- | ------------- |
| Roma               | (p)1-1 | IFK Norrköping           | 1–0 (Detalii) | 0–1 (Detalii) |
| AS Saint-Étienne   | 0–4    | Bohemians CKD Praha      | 0–0 (Detalii) | 0–4 (Detalii) |
| Corvinul Hunedoara | 4–8    | FK Sarajevo              | 4–4 (Detalii) | 0–4 (Detalii) |
| FC Spartak Moscova | 5–1    | HFC Haarlem              | 2–0 (Detalii) | 3–1 (Detalii) |
| Ferencvarosi TC    | 1–2    | FC Zürich                | 1–1 (Detalii) | 0–1 (Detalii) |
| Hajduk Split       | 4–5    | FC Girondins de Bordeaux | 4–1 (Detalii) | 0–4 (Detalii) |
| Napoli             | 1–4    | Kaiserslautern           | 1–2 (Detalii) | 0–2 (Detalii) |
| PAOK FC            | 2–4    | Sevilla FC               | 2–0 (Detalii) | 0–4 (Detalii) |
| R.S.C. Anderlecht  | 6–3    | FC Porto                 | 4–0 (Detalii) | 2–3 (Detalii) |
| Rangers FC         | 2–6    | Köln                     | 2–1 (Detalii) | 0–5 (Detalii) |
| Shamrock Rovers FC | 0–5    | Universitatea Craiova    | 0–2 (Detalii) | 0–3 (Detalii) |
| Benfica            | 4–1    | KSC Lokeren              | 2–0 (Detalii) | 2–1 (Detalii) |
| Śląsk Wrocław      | 1–7    | Servette FC              | 0–2 (Detalii) | 1–5 (Detalii) |
| Valencia           | 1–0    | TJ Baník Ostrava         | 1–0 (Detalii) | 0–0 (Detalii) |
| Viking F.K.        | 1–3    | Dundee United FC         | 1–3 (Detalii) | 0–0 (Detalii) |
| Werder Bremen      | 8–2    | IK Brage                 | 2–0 (Detalii) | 6–2 (Detalii) |

### Prima manșă
| Roma              | 1–0 | IFK Norrköping |
| ----------------- | --- | -------------- |
| Pruzzo 52' (pen.) |     |                |

| Napoli   | 1–2 | Kaiserslautern         |
| -------- | --- | ---------------------- |
| Díaz 79' |     | Nilsson 72' Allofs 89' |

| Shamrock Rovers | 0–2 | Universitatea Craiova  |
| --------------- | --- | ---------------------- |
|                 |     | Irimescu 4' Balaci 59' |

### A doua manșă
| IFK Norrköping                                 | 1–0 (d.p.) | Roma                                        |
| ---------------------------------------------- | ---------- | ------------------------------------------- |
| Bergman 59'                                    |            |                                             |
| Lundqvist · S. Pettersson · Bergman · Svensson | 2–4        | Di Bartolomei · Conti · Chierico · Righetti |

IFK Norrköping 1–1 Roma . Roma s-a calificat cu scorul general de 4–2 la penaltiuri.
| Kaiserslautern          | 2–0 | Napoli |
| ----------------------- | --- | ------ |
| Nilsson 70' Briegel 82' |     |        |

Kaiserslautern s-a calificat cu scorul general de 4–1.
| Universitatea Craiova               | 3–0 | Shamrock Rovers |
| ----------------------------------- | --- | --------------- |
| A.Campbell 30' (o.g.) Cartu 53' 67' |     |                 |

Craiova s-a calificat cu scorul general de 5–0 .

## A treia rundă
| Echipa #1                | Total | Echipa #2             | Tur           | Retur              |
| ------------------------ | ----- | --------------------- | ------------- | ------------------ |
| Köln                     | 1–2   | Roma                  | 1–0 (Detalii) | 0–2 (Detalii)      |
| Dundee United FC         | 3–2   | Werder Bremen         | 2–1 (Detalii) | 1–1 (Detalii)      |
| FC Girondins de Bordeaux | 1–2   | Universitatea Craiova | 1–0 (Detalii) | 0–2(aet) (Detalii) |
| FC Spartak Moscova       | 0–2   | Valencia              | 0–0 (Detalii) | 0–2 (Detalii)      |
| FC Zürich                | 1–5   | Benfica               | 1–1 (Detalii) | 0–4 (Detalii)      |
| R.S.C. Anderlecht        | 6–2   | FK Sarajevo           | 6–1 (Detalii) | 0–1 (Detalii)      |
| Servette FC              | 3–4   | Bohemians CKD Praha   | 2–2 (Detalii) | 1–2 (Detalii)      |
| Sevilla FC               | 1–4   | Kaiserslautern        | 1–0 (Detalii) | 0–4 (Detalii)      |

### Prima manșă
| Köln       | 1–0 | Roma |
| ---------- | --- | ---- |
| Allofs 41' |     |      |

| Girondins de Bordeaux | 1–0 | Universitatea Craiova |
| --------------------- | --- | --------------------- |
| Tigana 55' (pen.)     |     |                       |

### A doua manșă
| Roma                 | 2–0 | Köln |
| -------------------- | --- | ---- |
| Iorio 55' Falcão 88' |     |      |

Roma s-a calificat cu scorul general de 2–1.
| Universitatea Craiova     | 2 – 0 (a.e.t.) | Girondins de Bordeaux |
| ------------------------- | -------------- | --------------------- |
| Țicleanu 39' Geolgău 101' |                |                       |

Universitatea Craiova s-a calificat cu scorul general de 2–1.

## Sferturi
| Echipa #1           | Total  | Echipa #2             | Tur           | Retur         |
| ------------------- | ------ | --------------------- | ------------- | ------------- |
| Kaiserslautern      | 3–3(a) | Universitatea Craiova | 3–2 (Detalii) | 0–1 (Detalii) |
| Roma                | 2–3    | Benfica               | 1–2 (Detalii) | 1–1 (Detalii) |
| Bohemians CKD Praha | 1–0    | Dundee United FC      | 1–0 (Detalii) | 0–0 (Detalii) |
| Valencia            | 2–5    | R.S.C. Anderlecht     | 1–2 (Detalii) | 1–3 (Detalii) |

### Prima manșă
| Roma                     | 1–2 | Benfica           |
| ------------------------ | --- | ----------------- |
| Di Bartolomei 66' (pen.) |     | Filipović 40' 59' |

| Kaiserslautern                     | 3–2 | Universitatea Craiova  |
| ---------------------------------- | --- | ---------------------- |
| Brehme 24' 51' Irimescu 40' (o.g.) |     | Geolgău 53' Crișan 72' |

### A doua manșă
| Benfica       | 1–1 | Roma       |
| ------------- | --- | ---------- |
| Filipović 19' |     | Falcão 85' |

Benfica s-a calificat cu scorul general de 3–2.
| Universitatea Craiova | 1–0 | Kaiserslautern |
| --------------------- | --- | -------------- |
| Negrilă 82'           |     |                |

Universitatea Craiova 3–3 Kaiserslautern. Universitatea Craiova s-a calificat cu scorul general de datorită golului marcat în deplasare.

## Semifinale
| Echipa #1           | Total  | Echipa #2             | Tur | Retur |
| ------------------- | ------ | --------------------- | --- | ----- |
| Bohemians CKD Praha | 1–4    | R.S.C. Anderlecht     | 0–1 | 1–3   |
| Benfica             | (a)1–1 | Universitatea Craiova | 0–0 | 1–1   |

### Prima manșă
| Bohemians CKD Praha | 0–1     | R.S.C. Anderlecht |
| ------------------- | ------- | ----------------- |
|                     | Detalii |                   |

| Benfica | 0–0     | Universitatea Craiova |
| ------- | ------- | --------------------- |
|         | Detalii |                       |

### A doua manșă
| R.S.C. Anderlecht | 3–1     | Bohemians CKD Praha |
| ----------------- | ------- | ------------------- |
|                   | Detalii |                     |

Anderlecht s-a calificat cu scorul general de 4–1 
| Universitatea Craiova | 1–1     | Benfica       |
| --------------------- | ------- | ------------- |
| Balaci 17'            | Detalii | Filipović 53' |

Benfica 1–1 Universitatea Craiova. Benfica s-a calificat cu scorul general de datorită golului marcat în deplasare.

## Finala
| Echipa #1         | Total | Echipa #2 | Tur           | Retur         |
| ----------------- | ----- | --------- | ------------- | ------------- |
| R.S.C. Anderlecht | 2–1   | Benfica   | 1–0 (Detalii) | 1–1 (Detalii) |